# IceWeasel
IceWeasel byl odnož webového prohlížeče Mozilla Firefox. Jedná se o projekt GNU, který se snaží o vytvoření svobodné verze Firefoxu. Neobsahuje tedy oficiální logo, název Firefox a ani nástroj na reportování chyb nazývaný Talkback, který je produktem komerční firmy a není šířen jako svobodný software. První vydání IceWeaselu bylo založeno na Firefoxu 1.5.0.4 a snahou autorů byla synchronizace kódu s Firefoxem.
V únoru 2016 se zástupci Debianu a Mozilly dohodli na opětovném přejmenování IceWeaselu zpět na Firefox. Logo Firefoxu je nyní pod licencí kompatibilní s DSFG a Mozilla přijala úpravy ze strany Debianu s tím, že nesnižují kvalitu Firefoxu a neovlivňují negativně fungování.

## Pozadí sporu
Firefox je open source produkt, takže jeho zdrojové kódy jsou volně k dispozici. Jeho jméno a logo jsou však ochranné známky, což na jeho vlastníka klade určité povinnosti. Například pod ochrannou známkou nesmí být uváděno něco, co obsahuje jiné vlastnosti než originální produkt. Není tedy možné vzít zdrojový kód Firefoxu, udělat v něm změny a výsledný produkt vydat pod názvem Firefox bez souhlasu Mozilly. Lze však zdrojové kódy vzít, realizovat libovolné úpravy a vydat jej s jiným názvem a logem. Bližší informace lze nalézt v Mozilla Foundation Trademarks.
To bylo některými lidmi vnímáno jako nesvobodné, a proto vznikla odnož. IceWeasel se dostal do povědomí širšího okruhu lidí zejména díky sporu Mozilla Foundation s tvůrci operačního systému Debian, kteří realizovali některé úpravy zdrojového kódu a výsledné dílo vydávali pod jménem Firefox. Na upozornění, že těmito změnami porušují ochranné známky, zareagovali vyřazením Firefoxu z distribuce a prohlášením, že do budoucna bude v distribuci zahrnut právě IceWeasel, který je z jejich pohledu svobodný. IceWeasel byl součástí stabilní verze Debianu od verze 4.0.

## Rozdíly oproti Firefoxu
IceWeasel byl téměř totožný s Firefoxem. Lišil se však v následujících věcech:
- Neobsahoval logo Firefoxu a související grafiku, které jsou ochranné známky.
- Neobsahoval nástroj Talkback pro hlášení informací o pádu aplikace. Tato aplikace má nesvobodnou licenci.
- Využíval službu na vyhledávání zásuvných modulů, která vyhledávala pouze v těch svobodných.
- Stránky jej detekovaly jako IceWeasel, nikoliv Firefox.

V závislosti na verzi pak mohl IceWeasel obsahovat i některé další modifikace zdrojového kódu.